# Hole (музичка група)
Хоул (енгл. Hole) је био назив алтернативног рок бенда у коме је певала Кортни Лав од 1989. до 2002. године, као и од 2009. до 2012. године.

## Историја
Први албум Pretty on the Inside група је издала 1991. године за независну музичку кућу. Албум је био мешавина панка и рока, а интересантно је да је тај исти албум био продаванији него првенац групе Нирвана, иако су много њихови фанови тврдили да је Кортни донела славу себи и свом албуму само уз помоћ Кобејна и његове славе.
Други албум Live Through This изашао је у продају 1994. године, пар дана након што је Курт Кобејн пронађен мртав. Албум је проглашен за један од најбољих гранџ албума деведесетих и добио је култни статус, како због контроверзних песама и текстова, тако и због чињенице да се на албуму могу чути и Куртови вокали у неколико песама.
Само два месеца након смрти Кобејна и изласка албума, басиста групе Хоул, Кристен Пфаф се преодозирала и пронађена је мртва у свом стану. То је био још један ударац за Кортни и још један од разлога за њене покушаје самоубиства у том периоду.
Следећи албум, Celebrity Skin, нашао се у продаји крајем 1998. године. Овог пута доста блажи звук, велики број рок балада и тешких текстова, донели су овој групи још већи комерцијални успех и позитивне реакције музичких критичара. Неки од фанова били су разочарани што је Кортни на први поглед скинула своју круну гранџ краљице али њихови концерти на крају су их уверили да је она остала иста.
После више од десет година постојања, 2001. године, група је најавила да се разилази и отказала неколико наступа који су били у склопу турнеје њиховог задњег албума. Следеће године, званично, група се распала.
Кортни Лав и Мелиса Ауф Дер Маур почињу соло да певају и издају албуме.

## Скандали
Кортни Лав била је позната по контроверзном понашању и скидању у јавности па је на неким наступима певала у топлесу и бацала се у публику. Организатори су их често кажњавали због извођења девојака из публике на сцену, а 1999. године на турнеји са Мерлин Менсоном било је и повређених.

## Чланови
- Кортни Лав
- Ерик Ерландсон
- Лиса Робертс
- Каролин Руе
- Кристен Пфаф
- Мелиса Ауф Дер Маур
- Саманта Малони

## Дискографија
- (1991)
- (1994)
- (1997)
- (1998)